# Данильцево (Владимирская область)
Данильцево — деревня Судогодского района Владимирской области России, входит в состав Муромцевского сельского поселения.

## География
Деревня расположена на берегу речки Побойка в 13 км на юг от райцентра города Судогда. 

## История
В делах патриаршего казенного приказа от 1702 года в составе Заястребского прихода упоминалась деревня Данильцево, в которой было 8 дворов жилых и 6 пустых. 
В XIX — первой четверти XX века деревня входила в состав Бережковской волости Судогодского уезда, с 1926 года — в составе Судогодской волости Владимирского уезда. В 1859 году в деревне числилось 13 дворов, в 1905 году — 21 дворов, в 1926 году — 37 дворов.
С 1929 года деревня входила в состав Прокунинского сельсовета Судогодского района, с 1940 года — в составе Вольно-Артемовского сельсовета, с 1979 года — в составе Беговского сельсовета, с 2005 года — в составе Муромцевского сельского поселения.

## Население
| 1859 | 1905 | 1926 |
| ---- | ---- | ---- |
| 94   | 154  | 145  |

| 1859 | 1905 | 1926 | 1959 | 1970 | 1979 | 1983 |
| ---- | ---- | ---- | ---- | ---- | ---- | ---- |
| 94   | ↗154 | ↘145 | ↘61  | ↘40  | ↘12  | ↘9   |
| 2002 | 2010 | 2021 |      |      |      |      |
| ↗12  | ↘10  | ↘8   |      |      |      |      |